# Tierra (Simulation)

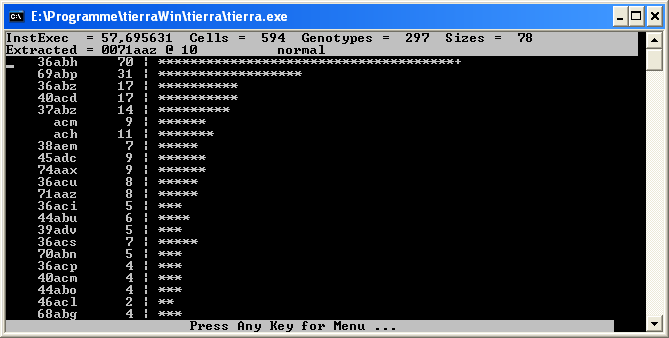

Tierra war die erste Artificial-Life-Software-Plattform, um Experimente mit darwinscher Evolution mithilfe künstlicher Organismen simulieren zu können. Die Plattform wurde 1991 von Thomas S. Ray vorgestellt und markiert den Startpunkt eines verstärkten Forschungsinteresses am Gebiet der künstlichen Evolution. Viele Eigenschaften der natürlichen Evolution konnten in Simulationen mit Tierra beobachtet werden, wie die Entwicklung von Vielzellern oder parallele Verarbeitung.
In Tierra kämpft eine Population selbstreplizierender Programmeinheiten (Genotypen) in einer begrenzten Umgebung um das Überleben. Ein Genotyp ist bei Tierra durch eine Reihe von Maschinencodes repräsentiert, die Computerspeicher und Rechenzeit verbrauchen. Die simplen Genotypen oder „Creatures“ machen die evolvierende Population in Tierra aus. Der evolutionäre Charakter kommt durch zufällig auftretende Fehler bei Schreiboperationen zum Tragen. Die unterschiedliche Reproduktionsrate der einzelnen Programme spiegelt unterschiedliche Fitness wider. Die evolvierende Population der Programme füllt am Ende die gesamte 100×100-Zellen-Matrix, da Programme mit „tödlichen Mutationen“ und damit geringer Fitness schnell verschwinden und damit analog zu natürlicher Selektion sterben.
Die Programme sind in einer an Assembler angelehnten Low-Level-Sprache geschrieben mit insbesondere zwei speziellen Eigenschaften: Trennung von Operation und Argument sowie positionsunabhängige Programmierung. Die damit geschriebenen Programme sind dadurch sehr robust unter Auftreten von Mutationen.
Mehrere Projekte bauten auf Tierra auf und werden noch heute erfolgreich zur Erforschung komplexer evolutionärer Fragen benutzt, wie etwa Avida.